# Memory (film, 2006)
Pour les articles homonymes, voir Memory.
Memory est un film d'horreur américain réalisé par Benett Joshua Davlin, sorti en 2006.

## Synopsis
Après avoir ingéré une substance mystérieuse alors qu'il est au Brésil pour une conférence, le docteur Taylor Briggs est soudainement hanté par des visions cauchemardesques : les souvenirs d'un serial killer dissimulant son identité derrière un masque et qui kidnappe des jeunes filles. Forcé à revivre les souvenirs macabres et perturbés du prédateur, le docteur Briggs cherche à identifier le tueur qui continue à sévir.

## Fiche technique
- Titre : Memory
- Réalisateur : Bennett Joshua Davlin
- Musique : Clint Bennett & Anthony Marinelli
- Genre : Horreur, fantastique, thriller
- Durée : 95 minutes
- Film tous publics avec avertissement en France.

## Distribution
- Billy Zane : Taylor Briggs
- Ann-Margret : Carol Hargrave
- Dennis Hopper : Max Lichetenstein
- Tricia Helfer : Steph
- Terry Chen : Deepra